# Кузів Василь Іванович
Василь Іванович Кузів (3 лютого 1887, с. Денисів, нині Тернопільська область — 24 липня 1958, м. Ньюарк, США) — український релігійний діяч.

## Життєпис
Василь Кузів народився 3 лютого 1887 року в селі Денисові, нині Купчинецької громади Тернопільського району Тернопільської области України.
Навчався в Бережанській гімназії (1905).
Від 1905 — у США. Після закінчення протестантської богословської семінарії м-ка Блумфілда (передмістя Ньюарка, 1910) був рукопокладений на пастора Української пресвітеріанської церкви.
Проповідував у Нью-Йорку та Ньюарку (1912–1917). Працював викладачем коледжу та богословської семінарії (1913–1927, з перервою) в Блумфілді. Заснував український відділ при публічній бібліотеці, долучився до організації жіночого об'єднання (1916) і театрального гуртка (1917) м. Ньюарку. Протягом 1917–1920 років перебував на місійній праці в Канаді.
Надав фінансову допомогу Михайлові Грушевському на видання його книги «З історії релігійної думки на Україні» (1925); на запрошення історика приїжджав до Києва (1927).
1922 року став засновником і керівником Українського євангельського об'єднання Північної Америки. У 1925–1939 роках здійснив 7 місійних подорожей до Західної України. 
1935 року в м. Коломиї (нині Івано-Франківська область) рукопокладений на єпископа Української євангельсько-реформованої церкви; потім — її суперінтендант у США.
Після Другої світової війни неодноразово (від 1948 року представником Всесвітньої Ради Церков) відвідував Західну Європу, щоб надати допомогу біженцям.
У 1949–1955 роках служив пастором першої Української пресвітеріанської церкви в м. Ірвінгтона. Один з організаторів перекладу Біблії українською мовою, очільник комісії, на яку було покладено проведення богословської експертизи перекладу.
Від 1950 — у комісіях Української вільної академії наук, де вивчав історію української еміграції в Америці та післяреволюційної України.
Помер 24 липня 1958 року в м. Ньюарку. Похований в м. Юніон, штат Нью-Джерсі, США.

## Вшанування пам'яті
У США засновний Пропам'ятний фонд на честь пастора Василя Кузіва.